# Jake Wightman
Jake Wightman (Nottingham, 11 luglio 1994) è un mezzofondista britannico.

## Biografia
Specializzato nei 1500 m piani, Jake Wightman rappresenta la Scozia anche se è nato in Inghilterra. Suo padre Geoff, anche suo allenatore, ha corso la maratona per l'Inghilterra ai Giochi del Commonwealth 1990 e sua madre Susan Tooby ha preso parte alla maratona a Seul 1988.
Nel 2013 vince la medaglia d'oro ai campionati europei juniores. Nel giugno 2018, Wightman batte il primato scozzese dei 1000 m con 2'16"27 che resisteva dal 1984. Nello stesso anno conclude terzo nei 1500 m ai campionati europei.
Durante la Diamond League 2020 a Monaco, batte il primato scozzese dei 1500 m col tempo di 3'29"47. Nel 2021 riceve la medaglia di bronzo dei campionati europei a squadre a Chorzów in quanto capitano della squadra britannica.
Nel 2022 vince l'oro nei 1500 m ai mondiali di Oregon 2022, battendo in volata il norvegese Jakob Ingebrigtsen.

## Palmarès
| Anno                                  | Manifestazione          | Sede       | Evento       | Risultato  | Prestazione | Note                                                                    |
| ------------------------------------- | ----------------------- | ---------- | ------------ | ---------- | ----------- | ----------------------------------------------------------------------- |
| In rappresentanza della Gran Bretagna |                         |            |              |            |             |                                                                         |
| 2013                                  | Europei U20             | Rieti      | 1500 m piani | Oro        | 3'44"14     |                                                                         |
| 2016                                  | Europei                 | Amsterdam  | 1500 m piani | 7º         | 3'47"68     |                                                                         |
| 2017                                  | Mondiali                | Londra     | 1500 m piani | Semifinale | 3'47"30     |                                                                         |
| 2018                                  | Mondiali indoor         | Birmingham | 1500 m piani | 6º         | 3'58"91     |                                                                         |
| 2018                                  | Europei                 | Berlino    | 1500 m piani | Bronzo     | 3'38"25     |                                                                         |
| 2019                                  | Mondiali                | Doha       | 1500 m piani | 5º         | 3'31"87     | Miglior prestazione personale                                           |
| 2021                                  | Giochi olimpici         | Tokyo      | 1500 m piani | 10º        | 3'35"09     |                                                                         |
| 2022                                  | Mondiali                | Eugene     | 1500 m piani | Oro        | 3'29"23     | Miglior prestazione mondiale stagionale · Miglior prestazione personale |
| 2022                                  | Europei                 | Monaco     | 800 m piani  | Argento    | 1'44"91     | Miglior prestazione personale stagionale                                |
| In rappresentanza della Scozia        |                         |            |              |            |             |                                                                         |
| 2014                                  | Giochi del Commonwealth | Glasgow    | 1500 m piani | Batteria   | 3'43"87     |                                                                         |
| 2018                                  | Giochi del Commonwealth | Gold Coast | 800 m piani  | 4º         | 1'45"82     |                                                                         |
| 2018                                  | Giochi del Commonwealth | Gold Coast | 1500 m piani | Bronzo     | 3'35"97     |                                                                         |
| 2022                                  | Giochi del Commonwealth | Birmingham | 1500 m piani | Bronzo     | 3'30"53     |                                                                         |

## Campionati nazionali
2013
- Argento ai campionati scozzesi, 800 m piani - 1'55"50
- Argento ai campionati britannici juniores, 1500 m piani - 3'55"01

2015
- 4º ai campionati britannici, 1500 m piani - 3'51"43

2016
- Bronzo ai campionati britannici, 1500 m piani - 3'43"90
- 5º ai campionati scozzesi, 400 m piani - 48"57

2017
- Bronzo ai campionati britannici, 1500 m piani - 3'47"74

2018
- Argento ai campionati britannici, 1500 m piani - 3'46"86
- Oro ai campionati britannici indoor, 1500 m piani - 3'43"83

2019
- Bronzo ai campionati britannici, 1500 m piani - 3'48"69

2020
- Argento ai campionati britannici, 800 m piani - 1'46"26

2021
- Argento ai campionati britannici, 1500 m piani - 3'40"77

2022
- Oro ai campionati britannici, 1500 m piani - 3'40"26

2025
- Oro ai campionati scozzesi indoor, 3000 m piani - 7'44"94

## Altre competizioni internazionali
2016
- 4º ai London Anniversary Games ( Londra), miglio - 3'54"20
- 9º al British Grand Prix ( Birmingham), 1500 m piani - 3'37"53

2017
- Argento agli Europei a squadre ( Villeneuve-d'Ascq), 1500 m piani - 3'53"72
- Oro al British Grand Prix ( Birmingham), miglio - 3'54"92
- Oro ai Bislett Games ( Oslo), 1500 m piani - 3'34"17
- 7º ai London Anniversary Games ( Londra), 800 m piani - 1'45"42

2018
- 8º ai Bislett Games ( Oslo), miglio - 3'59"15
- Argento al Bauhaus-Galan ( Stoccolma), 1000 m piani - 2'16"27
- 5º ai London Anniversary Games ( Londra), 800 m piani - 1'44"61
- 7º al British Grand Prix ( Birmingham), 800 m piani - 1'45"00
- 4º al Memorial Van Damme ( Bruxelles), 800 m piani - 1'45"96

2019
- Bronzo ai London Anniversary Games ( Londra), miglio - 3'52"02
- 9º all'Athletissima ( Losanna), 1500 m piani - 3'34"40
- 8º all'Herculis ( Monaco), 800 m piani - 1'45"08

2020
- Bronzo all'Herculis ( Monaco), 1500 m piani - 3'29"47

2021
- 4º al British Grand Prix ( Gateshead), miglio - 3'55"78

2022
- Bronzo ai Bislett Games ( Oslo), miglio - 3'50"30
- Oro al Meeting international Mohammed VI d'athlétisme de Rabat ( Rabat), 1500 m piani - 3'32"62
- Oro all'Herculis ( Monaco), 1000 m piani - 2'13"88
- Oro al Memorial Van Damme ( Bruxelles), 800 m piani - 1'43"65

2024
- 5º al Prefontaine Classic ( Eugene), miglio - 3'47"23
- Oro all'USATF New York City Grand Prix ( New York), 1500 m piani - 3'34"01
- 8º al Bauhaus-Galan ( Stoccolma), 800 m piani - 1'45"35

2025
- 8º al Prefontaine Classic ( Eugene), miglio - 3'47"82